# 干卓萬山
干卓萬山是臺灣中央山脈中段的一座高山，位於南投縣仁愛鄉親愛村與法治村交界，海拔3281.8公尺，為臺灣百岳之一。其基盤寬闊，山嶺狹長，南面盡為陡壁，北面則有多道鋸齒狀支稜。山腰林相以針葉林為主，近稜線地帶則為禾本科、小檗科、杜鵑花科等植物組成的灌木林或草原。山頂視野遼闊，立有二等三角點。該山隸屬濁水溪水系環繞的干卓萬山塊，山脊西北方經三來稜山抵濁水溪主流，東南方則於牧山附近形成一座四叉峰——其中一條支稜往南轉西南方向連通卓社大山，兩山以栗栖溪溪谷相隔，南北相望。
1920年代實行集團移住以前，干卓萬山與卓社大山之間的栗栖溪流域住有多個布農族卓社群的部落，當時的閩南裔漢人以臺灣話對布農語的音譯，統稱其為「干卓萬」，干卓萬山之名亦由此而來。1924年3月，殖產局技師山下新二的隊伍留下第一筆攀登此山的紀錄。戰後，干卓萬山一帶被劃為濁水溪事業區發展林業，隨之開闢的武界林道降低了攀登干卓萬山的難度，但臺灣林業於1990年代衰退後，林道不再被頻繁使用，地震與風災亦屢次損壞聯外道路，加上地形相對孤立，導致干卓萬山如今成為較少被造訪的百岳。